# 王迎军
王迎军（1954年7月-），女，河北唐县人，中共党员，博士、教授、博士生导师、中国工程院院士。曾任华南理工大学校长。

## 简历
华南理工大学无机非金属材料专业本科、硕士和博士毕业。1998年12月任华南理工大学材料学院副院长，2003年9月任华南理工大学副校长，2007年11月任华南理工大学党委书记。2011年12月任华南理工大学校长，成为“985高校”中唯一在任的女性校长，其任内筹办了60年校庆、修筑了博学楼等新校舍，亦推动广州国际校区的建设。2015年12月当选为中国工程院化工、冶金与材料工程学部院士。2018年10月，不再担任华南理工大学校长、党委副书记，由原北京大学副校长高松接任。

## 头衔
- 国家人体组织功能重建工程技术研究中心主任
- 生物医学工程学科带头人
- 中国生物材料委员会副主席
- 中国生物医学工程学会生物材料分会理事长
- 国际生物材料科学与工程院FELLOW
- 国家973重大基础研究项目首席科学家
- 中国建筑材料高等教育学会副理事长
- 教育部中国教育和科研计算机网管理委员会成员

## 成果
主持完成国家863项目、国家十一五支撑计划重点项目、国家自然科学基金重点项目、省部级重点重大科技项目等60多项，发表200余篇三大索引论文，出版2本专著。培养46名博士研究生，43名硕士研究生。